# Héitor (1898–1972)
Ettore Marcelino Domingos (często Héitor Marcelino Domingues) (20 grudnia 1898 – 21 września 1972) – piłkarz brazylijski znany jako Héitor lub Héitor Domingues, napastnik.
Urodzony w São Paulo Héitor karierę piłkarską rozpoczął w 1915 roku w klubie Mackenzie São Paulo. W 1916 znalazł się w pierwszym zespole klubu Mackenzie, jednak nie na długo, bo jeszcze w tym samym roku został graczem klubu Palestra Itália.
Jako piłkarz klubu Palestra Itália wziął udział w turnieju Copa América 1919, gdzie Brazylia zdobyła mistrzostwo Ameryki Południowej. Héitor zagrał w trzech meczach – z Argentyną (zdobył bramkę) oraz w dwóch decydujących o mistrzowskim tytule bojach z Urugwajem.
W 1920 raz z klubem Palestra Itália zdobył swój pierwszy tytuł mistrza stanu São Paulo.
Wciąż jako gracz klubu Palestra Itália wziął udział w turnieju Copa América 1922, gdzie Brazylia ponownie została mistrzem Ameryki Południowej. Héitor zagrał w trzech meczach – z Paragwajem, Argentyną i decydującym o mistrzostwie barażu z Paragwajem.
W latach 1926 i 1927 dwukrotnie zdobył wraz z klubem Palestra Itália mistrzostwo stanu São Paulo. Ponadto w 1926 z 18 golami i w 1928 z 16 golami Héitor został królem strzelców pierwszej ligi stanowej.
Héitor zakończył karierę w 1931 w klubie Palestra Itália, w którym rozegrał 330 meczów (w tym 225 zwycięstw, 54 remisy i 51 porażek) oraz zdobył 284 bramki.
W latach 1917-1929 rozegrał w reprezentacji Brazylii 11 meczów i zdobył 4 bramki.